# Ida Segal
Ida Nujimovna Firer de soltera Segal (en ruso: Ида Нухимовна Сегал; Fástiv, Unión Soviética, 9 de enero de 1923 - Los Ángeles, Estados Unidos, 27 de febrero de 2017) fue una comisaria política asistente en el Ejército Rojo donde se desempeñó como paracaidista y médica durante la Segunda Guerra Mundial. En 1943, por su valentía durante el cruce del Dniéper, fue nominada para el título de Héroe de la Unión Soviética, pero solo recibió la Orden de la Bandera Roja.

## Biografía

### Infancia y juventud
Ida Segal nació el 9 de enero de 1923 en el seno de una familia judía en Fástiv en la gobernación de Kiev —entonces parte de la Unión Soviética, actualmente ubicada en el óblast de Kiev en Ucrania—; su familia se mudó a Kiev en 1930, donde ella se unió al Komsomol en 1938 y se graduó de la escuela secundaria en 1940. En 1941 ingresó al primer año de la Facultad de Geología y Geografía de la Universidad Estatal de Kiev.

### Segunda Guerra Mundial
Inmediatamente después del inicio de la invasión alemana de la Unión Soviética, se ofreció como voluntaria para el Ejército Rojo; inicialmente, después de solicitar unirse a sus compañeros de clase, fueron rechazados y se les dijo que ayudaran cavando trincheras, pero pronto fue aceptada en el ejército y asignada a un batallón de zapadores, donde se convirtió en comisaria política adjunta. Durante la retirada masiva a finaless de 1941, se le asignó participar en los interrogatorios de los soldados soviéticos que habían conseguido escapar de los cercos. En noviembre de 1941 se convirtió en paracaidista en la 204.ª Brigada Aerotransportada del 1.er Cuerpo Aerotransportado, conservando su puesto como educadora política adjunta. A pesar de no haber realizado ningún salto de práctica, tuvo que saltar de un DB-3 para aterrizar tras las líneas enemigas con un grupo de paracaidistas experimentados. Habiendo logrado descubrir cómo hacer funcionar su paracaídas en un corto período de tiempo, logró aterrizar de manera segura e informar al mando. Además de sus seis saltos en paracaídas, también participó en una misión para atacar a las fuerzas alemanas por la retaguardia con esquís cerca de Demiansk; la misión tenía la intención de usar paracaídas, pero el mal tiempo hizo que su unidad se desplegara mediante el uso de esquís. Durante la batalla que siguió, resultó herida y tuvo que ser trasladada a un hospital de campaña.
En diciembre de 1941 se convirtió en candidata a miembro del Partido Comunista y el 14 de junio de 1942 fue admitida en el partido. Una vez recuperada de sus heridas, se unió a la 37.ª División de Fusileros de la Guardia (que anteriormente había sido el 1.er Cuerpo Aerotransportado) como comisaria asistente en una compañía médica, donde se le asignó la tarea de evacuar a los heridos durante la Batalla de Stalingrado bajo un intenso fuego enemigo. Por su valentía al salvar a los heridos durante esa batalla, recibió la Orden de la Estrella Roja en abril de 1943. Más tarde ese mismo año, en la noche del 15 al 16 de octubre, lideró un bote de asalto de su batallón durante el cruce del Dnieper, que fue el primero de los grupos de asalto de la 149.ª División de Fusileros en cruzar a la orilla derecha del río y establecer una cabeza de puente. El batallón sufrió muchas bajas en la batalla que siguió, pero su bote sobrevivió, lo que le permitió liderarlos avanzando profundamente en la orilla derecha para establecer un punto de apoyo sólido que mantener hasta que llegaran los refuerzos. Por sus acciones en esa batalla fue elogiada en varias publicaciones soviéticas y nominada para el título de Héroe de la Unión Soviética, pero la nominación al premio fue reducida a Orden de la Bandera Roja. Poco después, Segal fue transferida a un regimiento de comunicaciones, donde permaneció hasta el final de la guerra, el día de la victoria se encontraba estacionada en Polonia.

### Posguerra
Después del final de la guerra en 1945, se retiró del ejército y se casó con un compañero oficial del Ejército Rojo, Aleksandr Firer. Se establecieron en la ciudad de Odesa, donde ella trabajó como secretaria, bibliotecaria y farmacéutica antes de jubilarse en 1984. Tras la caída de la Unión Soviética y después de enviudar en 1986, emigró a los Estados Unidos donde vivió el resto de su vida. En 2009 se convirtió en una de las veteranas entrevistadas por la filmoteca Blavatnik.
Murió en Los Ángeles (California) el 27 de febrero de 2017.

## Condecoraciones
A lo largo de su vida, Ida Segal recibió las siguientes medallas y condecoraciones 
|  | Orden de la Bandera Roja (1943).                                                 |
|  | Orden de la Estrella Roja (1943).                                                |
|  | Orden de la Guerra Patria de 1.er grado (1985).                                  |
|  | Medalla por la Defensa de Stalingrado (1942)                                     |
|  | Medalla por la Victoria sobre Alemania en la Gran Guerra Patria 1941-1945 (1945) |